# دانيال هيرمان
دانيال هيرمان (بالتشيكية: Daniel Herman)‏ هو سياسي تشيكي، ولد في 28 أبريل 1963 في تشيسكي بوديوفيتسه في التشيك. حزبياً، نشط في KDU-ČSL ‏. وقد انتخب Minister of Culture of the Czech Republic ‏ (29 يناير 2014 – 13 ديسمبر 2017) وفي 2013 Czech parliamentary election ‏، انتخب عضو مجلس النواب جمهورية التشيك عن دائرة براغ وقد انضم خلال فترته النيابية ‏ (26 أكتوبر 2013 – 26 أكتوبر 2017) للكتلة البرلمانية KDU-ČSL ‏.